# Thomas Kaminski
Thomas Kaminski (Dendermonde, 23 de outubro de 1992) é um futebolista belga que atua como goleiro. Atualmente, joga pelo Charlton Athletic.